# マックス・ヴント
マックス・ヴント（Max Wundt、1879年1月29日 - 1963年10月31日）は、ドイツの哲学者。イエナ大学教授、マールブルク大学准教授。国家社会主義、反ユダヤ主義の思想家。父は実験心理学の祖として知られるヴィルヘルム・ヴント。

## 生涯
1879年1月29日、ライプツィヒ生まれ。生理学者、心理学者、哲学者のヴィルヘルム・ヴントの息子。ライプツィヒのニコライ・シューレを経て、ライプツィヒ大学、フライブルク大学、ベルリン大学、ミュンヘン大学でドイツ語と古典文献学を学ぶ。1903年にライプツィヒ大学からユストゥス・ヘルマン・リプシウス（Justus Hermann Lipsius）とヘロドトスの歴史学に関する研究で博士号を取得した後、1年間イタリアとギリシャに旅行した。1906年、ドレスデン＝ノイシュタットのギムナジウムで保護観察官となった。1907年にテオバルト・ツィーグラーとクレメンス・ボウムカーと共に「ギリシャ倫理学における主知主義」をテーマにハビリテーションを行った後、ストラスブール大学講師となる。ストラスブールで、経済学者のオーガスト・ザルトリウス・フォン・ヴァルタースハウゼン男爵の娘であるセンタ（1885年 - 1961年）と結婚した。
1914年8月に兵役に召集され、1915年1月に現地に派遣された。1915年5月には予備役の中尉に昇進し、中隊長として配属された。兵役後、パウル・ナトルプの反対を押し切って、エーリッヒ・イェンシュのとりなしにより、1918年夏学期にマールブルグ大学准教授となった。1918年の秋には、再開されたドルパット大学で数ヶ月間勤務した。1920年には、ブルーノ・バウフに誘われて、ルドルフ・オイケンの後継者としてイエナ大学の正教授就任の打診を受け入れた。1924年には、ゲオルク・フォン・ベロー、ヒューストン・スチュワート・チェンバレン、ハインリヒ・クラースらが参加していた全ドイツ協会の機関誌「Deutschlands Erneuerung」の編集委員に就任した。1929年から1945年に引退するまで、ヴントはチュービンゲン大学で哲学史家として勤務した。1942年よりプロイセン科学アカデミー客員会員。

## 思想
第一次世界大戦まで、ヴントは主に古代ギリシャ思想史に関心を持ち、言語論的研究よりも、現在に関連した解釈を重視した。ヴントによれば、ソクラテス以前の思想では、賢者の姿が前面に出ているのに対して、哲学は古典期に自らを解放し、ヘレニズムでは、個人化することで、神秘的な始まりへと回帰した。また、ギリシャ哲学は、常にキリスト教のテロスと関係していなければならない。さらに、プラトン主義を「対象の精神から文化を再生する」と定義し、プラトンの観念論は、危機の時代に人間がより高い目標に向かうために役立つものだとした。
マールブルク大学時代には、主に「戦争の哲学」に取り組んだ。1918年の「ドイツの国家観」についての演説では、「命令と服従」をあらゆる道徳的関係の基礎としていた。1920年の時点で、彼は1914年の戦争参戦時のドイツ人の一般的な熱狂を、「神聖な感情がドイツ国民をそのすべての構成員と領地に溶かし込み、内的な一体感と自分自身の真の価値に対する意識が熱狂の中で突き抜けた」瞬間であると認識していた。
マックス・ヴントはワイマール共和国を最初から否定していた人物の一人であり、「この国家は根底から頂上までドイツ的ではない」と述べている。ヴントは早くからフェルキッシュ的な国家観や反ユダヤ主義的な思想を持って公の場に登場し、、反ユダヤ主義的な「ドイツ大学講師リング」（Deutschen Hochschulrings für Dozenten）の会員でもあった。政治的変化に対するヴントの関心は、第一次世界大戦後の彼の著作にも表れており、現在の政治的状況をフェルキッシュな視点からほぼ独占的に扱っている。倫理面では、忠誠と名誉という価値観に基づいた「ドイツ倫理学」を追求した。一連の著書に加えて、ヴントは、『Deutschlands Erneuerung』、『Kreuzzeitung』、『der radikalvölkischen Sonne』、『im Türmer』、『Deutsches Adelsblatt』などの関連雑誌に定期的に執筆していた。また、ヴントは早くも1917/18年に保守的な「ドイツ哲学協会」の共同設立者となり、「カント協会」に対抗することを目指していた。1920年には、DNVPに近い大学教員の極めて保守的な団体である「ドイツ国家連盟」の共同設立者となり、1924年にはその会長に就任した。1925年には「Alldeutsche Verband」の一般理事に就任し、1927年にはシュテンスタットを志向する雑誌「Nationalwirtschaft」の共同編集者となった。1927年のゲーテ協会の総会でのヴントのセレモニースピーチに対して、ベルリンのジャーナリストであるフリッツ・エンゲルは、『ヴントの「国家哲学」の著作の「外套」には小さな鉤十字が描かれているが、演説は慎重に行われ、鉤十字はまだ「外套」の下に隠れていた』と述べている。1932年からはローゼンベルクの「ドイツ文化のためのカンプフント」を支援した。チュービンゲンでヴントはゲルハルト・キッテルとともに「Forschungsabteilung Judenfrage des Reichsinstituts für Geschichte des Neuen Deutschlands」（新ドイツ史のための帝国研究所のユダヤ人問題研究部）を運営し、帝国研究所の会議で、彼は「哲学におけるユダヤ教（Das Judentum in der Philosophie）」という講演した。この寄稿は1937年に出版され、1939年には『Völkischer Beobachter』に論文として掲載された。ジョージ・リーマンとゲルト・サイモンは「最も露骨」な人種差別（レイシズム）と分類している。
第二次世界大戦後は古代哲学、啓蒙主義、ドイツ観念論に回帰した。
ソ連の占領地では、ヴントの著作である『フェルキッシュとは何か（Was heißt völkisch?）』『フォルキッシュ的思考の基礎（Grundzüge des völkischen Denkens）』『人民、民俗、国民（Volk, Volkstum, Volkheit）』『国家の興亡（Aufstieg und Niedergang der Völker）』『ドイツ哲学の原点（Die Wurzeln der deutschen Philosophie）』が禁止図書となった。ドイツ民主共和国（東ドイツ）ではこれに続いて『永遠のユダヤ人（Der ewige Jude）』と『人民と国家の道徳的生活の源としての名誉（Die Ehre als Quelle des sittlichen Lebens in Volk und Staat）』が発禁となった。

## 主な著作
- Der Intellektualismus in der griechischen Philosophie. W. Engelmann, Leipzig 1907.
- Geschichte der griechischen Ethik. 2 Bände, W. Engelmann, Leipzig 1908/1911
- Wilhelm Meister und die Entwicklung des modernen Lebensideals. Berlin-Leipzig 1913.
- Platons Leben und Werk. Jena 1914.
- Griechische Weltanschauung. 2. Auflage. Leipzig-Berlin 1917.
- Plotin. Studien zur Geschichte des Neuplatonismus. Leipzig 1919.
- Die deutsche Philosophie und ihr Schicksal. Erfurt 1920 (hrsg. Von der Deutschen Philosophischen Gesellschaft: Beiträge zur Philosophie des Idealismus)
- Vom Geist unserer Zeit. 2. Auflage. München 1922.
- Staatsphilosophie. Ein Buch für Deutsche. München 1923.
- Kant als Metaphysiker. Ein Beitrag zur Geschichte der deutschen Philosophie im 18. Jahrhundert. Stuttgart 1924.
- Die Treue als Kern deutscher Weltanschauung. Langensalza 1924 (3. Auflage. 1937)
- フェルキッシュとは何か heißt völkisch? Langensalza 1924 (3. Auflage. 1925, 4. Auflage. 1927 als Volk, Volkstum, Volkheit)
- Die Zukunft des deutschen Staates. 2. Auflage. Langensalza 1925.
- 永遠のユダヤ人 Der ewige Jude. J. F. Lehmann, München 1926.
- Deutsche Weltanschauung. Grundzüge völkischen Denkens. München 1926.
- Deutsche Weltanschauung. Eine Entgegnung. In: Völkischer Beobachter. 18. Feb. 1927.
- Johann Gottlieb Fichte. Sein Leben und seine Lehre. Frommann, Stuttgart/ Berlin 1927 (Nachdruck Frommann-Holzboog Stuttgart 1976)
- Fichte-Forschungen. Frommann, Stuttgart 1929 (Nachdruck Frommann-Holzboog, Stuttgart 1976)
- Von Platon zu Aristoteles. Bemerkungen zur Entwicklung der griechischen Staatsidee. In Karl Larenz (Hrsg.): Rechtsidee und Staatsgedanke. Festschrift Julius Binder. Berlin 1930, S. 188–206.
- Geschichte der Metaphysik. Berlin 1931.
- Zu Hegels Gedächtnis. In: Völkischer Beobachter. Reichsausgabe, 14. Nov. 1931, 1. Beiblatt.
- Der Sinn der Universität im deutschen Idealismus. Stuttgart 1933.
- Der Gedanke des Volkstums in der Geschichte der Philosophie. In: Ganzheit und Struktur. Festschrift zum 60. Geburtstage Felix Kruegers. Band III: Geistige Strukturen. München 1934, S. 9–27.
- Platon als völkischer Denker. In: Aus Unterricht und Forschung. Band 6, 1934, S. 124–128.
- Platons Parmenides. Stuttgart-Berlin 1935.
- Kant und der deutsche Geist. In: Archiv für die gesammte Psychologie. Band 97, 1936, S. 106–116.
- Das Judentum in der Philosophie. In: FzJ. Band 2, S. 75–87.
- Ewigkeit und Endlichkeit. Grundzüge der Wesenslehre. Stuttgart 1937.
- 人民と国家の道徳的生活の源としての名誉 Die Ehre als Quelle sittlichen Lebens in Volk und Staat. Langensalza 1937.
- Die deutsche Schulmetaphysik des 17. Jahrhunderts. Tübingen 1939.
- Die Sachlichkeit der Wissenschaft. Wissenschaft und Weisheit. Zwei Aufsätze zur Wissenschaftslehre. Tübingen 1940.
- 国家の興亡 Aufstieg und Niedergang der Völker. Gedanken über Weltgeschichte auf rassischer Grundlage. München-Berlin 1940.
- Christian Wolff und die deutsche Aufklärung. In: Theodor Haering (Hrsg.): Das Deutsche in der deutschen Philosophie. Stuttgart-Berlin 1941, S. 227–247.
- ドイツ哲学の原点 Die Wurzeln der deutschen Philosophie in Stamm und Rasse. Berlin 1944.
- Die deutsche Schulphilosophie im Zeitalter der Aufklärung. Tübingen 1945 (Nachdruck G. Olms, Hildesheim 1964, 1992)
- Hegels Logik und die moderne Physik. Opladen 1949.
- Untersuchungen zur Metaphysik des Aristoteles. Stuttgart 1953.